# Vladimir Mendelssohn
Vladimir Mendelssohn (29 de noviembre de 1949 — 13 de agosto de 2021) fue un violista y compositor rumano, fue director artístico del Kuhmo Chamber Music Festival desde agosto de 2005. Antes de eso, fue músico permanente de Kuhmo.

## Trayectoria
Nació en una familia musical y estudió obras de violín y composiciones en Bucarest.
Mendelssohn enseñó en varios conservatorios, como el Conservatorio de París. También enseñó en Essen, Bolonia y en La Haya.
Numerosas obras han sido realizadas por Vladimir Mendelssohn para sinfonía y orquesta de cámara y solistas. Ha hecho música para ballets y películas.

## Obras
- Susanna Cygnel: "Kuhmon Kamarimusiikin yllätyksellinen Mendelssohn" (OP, 1/2007, s. 16,17)